# Stopa opadanja temperature u troposferi
Stopa opadanja temperature u troposferi označava da temperatura troposfere opada s povećanjem nadmorske visine. Stopa opadanja temperature {\displaystyle -dT/dz}, se može podijeliti u dvije vrste:
1) Stopa opadanja temperature okoliša i ona se odnosi na atmosferu u mirovanju, a iznosi u prosjeku 6,49 K(°C)/1000 m. To je zato što se upijanje ili apsorpcija Sunčeve energije javlja uglavnom na površini Zemlje, koja prijelazom topline grije donje dijelove atmosfere. Toplinsko zračenje se uglavnom odvija na vrhu troposfere, što je hladi.
2) Adijabatska stopa opadanja temperature i odnosi se promjenu temperature čestica zraka, koje se uzdižu prema gore (ili prema dolje), bez izmjene topline s okolinom, jer je zrak slab prijenosnik topline. Dvije su vrste:
2a) Suha adijabatska stopa opadanja temperature i ona iznosi oko 9,8 K(°C)/1000 m
2b) Vlažna adijabatska stopa opadanja temperature i ona iznosi oko 5 K(°C)/1000 m
U umjerenom pojasu, prosječno se temperatura mijenja od 15 °C na razini mora, do -55 °C na vrhu troposfere. Na polovima, troposfera je tanja, pa je temperature na vrhu troposfere oko -45 °C. Na ekvatoru, gdje je troposfera najdeblja, temperatura na vrhu troposfere je oko -75 °C.

## Stopa opadanja temperature okoliša
Stopa opadanja temperature okoliša (engl. environmental lapse rate - ELR), je stopa opadanja temperature s nadmorskom visinom, u odredenom vremenu i mjestu. U prosjeku, Organizacija međunarodnog civilnog zrakoplovstva  (engl. International Civil Aviation Organization – ICAO) utvrđuje međunarodnu standardnu atmosferu, sa stopom opadanja temperature okoliša od 6,49 K(°C)/1000 m, od razine mora do 11 km iznad razine mora, gdje je najniža temperature od -56,5 °C. To je idealna teoretska stopa opadanja, dok stvarna zna ponekad odstupati od teoretskih vrijednosti.

## Suha adijabatska stopa opadanja temperature
Suha adijabatska stopa opadanja temperature (engl. dry adiabatic lapse rate – DALR), je stopa opadanja temperature za čestice fluida u suhom i nezasićenom zraku, koji se diže bez izmjene topline s okolinom. Zrak ima vrlo malu toplinsku vodljivost, a zračne struje koje se dižu su vrlo velike, tako da je prijenos topline kondukcijom zanemarivo malen. 
Kako se zračne mase dižu, npr. konvekcijom, one se šire, zato što je tlak niži na visinama. Kako čestice suhog zraka se šire, one potiskuju postojeći zrak i tako vrše termodinamički rad. Kako čestice suhog zraka vrše rad, ali ne dobivaju toplinu izvana, one gube unutarnju energiju, tako da im temperature pada. Ta stopa opadanja temperature iznosi 9,8 K(°C)/1000 m. Obrnuto se događa za čestice suhog zraka koje propadaju prema tlu. 
Za adijabatski proces vrijedi:
{\displaystyle PdV=-VdP/\gamma }
Pa prema prvom zakonu termodinamike može se pisati:
{\displaystyle nc_{v}dT-Vdp/\gamma =0}
Budući vrijedi :{\displaystyle \alpha =V/n} i :{\displaystyle \gamma =c_{p}/c_{v}} proizlazi:
{\displaystyle c_{p}dT-\alpha dP=0}
gdje je: cp – specifični toplinski kapacitet za konstantni tlak, a α – specifični obujam. 
Ako pretpostavimo da vrijedi hidrostatička ravnoteža:
{\displaystyle dP=-\rho gdz}
gdje je: g – prosječna gravitacijska akceleracija Zemlje i ρ – gustoća. Kombiniranjem tih dviju jednadžbi, da bi izgubili tlak, dobiva se vrijednost za suhu adijabatsku stopu opadanja:
{\displaystyle \Gamma _{d}=-{\frac {dT}{dz}}={\frac {g}{c_{p}}}=9,8\ ^{\circ }\mathrm {C} /\mathrm {km} }

## Vlažna adijabatska stopa opadanja temperature
Kada je zrak zasićen s vodenom parom (rosište), koristi se vlažna adijabatska stopa opadanja temperature. Ona znatno ovisi o temperature, a prosječna vrijednost iznosi 5 K(°C)/1000 m.
Razlika između suhe i vlažne stope opadanja temperature je u tome što se oslobađa latentna toplina, kada se voda kondenzira, pa temperature pada. To oslobađanje topline je važan izvor energije u stvaranju oluja. 
Vlažna adijabatska stopa opadanja temperature se može otprilike izračunati prema jednadžbi koju daje Američka meteorološka udruga (engl. American Meteorology Society):
{\displaystyle \Gamma _{w}=g\,{\frac {1+{\dfrac {H_{v}\,r}{R_{sd}\,T}}}{c_{pd}+{\dfrac {H_{v}^{2}\,r\,\epsilon }{R_{sd}\,T^{2}}}}}}
| gdje je:                    | |
| {\displaystyle \Gamma _{w}} | - vlažna adijabatska stopa opadanja temperature, K/m                                                                         |
| {\displaystyle g}           | - prosječna gravitacijska akceleracija Zemlje = 9,8076 m/s2                                                                  |
| {\displaystyle H_{v}}       | - Toplina isparivanja vode of water, J/kg                                                                                    |
| {\displaystyle r}           | - odnos mase vodene pare prema masi suhog zraka, kg/kg                                                                       |
| {\displaystyle R}           | - = univerzalna plinska konstanta = 8,314 J kmol−1 K−1                                                                       |
| {\displaystyle M}           | - Relativna molekularna masa određenog plina, kg/kmol = 28,964 za suhi zrak i 18,015 za vodenu paru                          |
| {\displaystyle R/M}         | - specifična plinska konstanta, oznaka {\displaystyle R_{s}}                                                                 |
| {\displaystyle R_{sd}}      | - specifična plinska konstanta za suhi zrak = 287 J kg−1 K−1                                                                 |
| {\displaystyle R_{sw}}      | - specifična plinska konstanta za vodenu paru = 462 J kg−1 K−1                                                               |
| {\displaystyle \epsilon }   | - bezdimenzioni odnos specifična plinska konstanta za suhi zrak prema specifičnoj plinskoj konstanti za vodenu paru = 0,6220 |
| {\displaystyle T}           | - temperatura zasićenog zraka ili rosište, K                                                                                 |
| {\displaystyle c_{pd}}      | - specifični toplinski kapacitet za suhi zrak kod konstantnog tlaka, J kg−1 K−1                                              |